# Шоненбух
Шоненбух (нім. Schönenbuch) — громада  в Швейцарії в кантоні Базель-Ланд, округ Арлесгайм.

## Географія
Громада розташована на відстані близько 70 км на північ від Берна, 19 км на захід від Лісталя.
Шоненбух має площу 1,4 км², з яких на 31,6% дозволяється будівництво (житлове та будівництво доріг), 66,9% використовуються в сільськогосподарських цілях, 1,5% зайнято лісами, 0% не є продуктивними (річки, льодовики або гори).

## Демографія
2019 року в громаді мешкало 1409 осіб (-1,5% порівняно з 2010 роком), іноземців було 12,6%. Густота населення становила 1044 осіб/км².
За віковим діапазоном населення розподілялося таким чином: 19,4% — особи молодші 20 років, 57,2% — особи у віці 20—64 років, 23,3% — особи у віці 65 років та старші. Було 597 помешкань (у середньому 2,4 особи в помешканні).
Із загальної кількості 352 працюючих 23 було зайнятих в первинному секторі, 36 — в обробній промисловості, 293 — в галузі послуг.